# Annikki Karhi
Anna "Annikki" Ragnhild Karhi, född 1 april 1898 i Åbo, död 9 januari 1958, var en finländsk skådespelare. Hon var gift med skådespelaren Yrjö Kianne.
Karhi medverkade 1946 i filmen Pajasta palatsiin.